# Kai Wieland
Kai Wieland (* 1989 in Backnang) ist ein deutscher Autor.

## Leben
Im Jahr 2017 erreichte Wieland das Finale des erstmals ausgerichteten Blogbuster-Literaturwettbewerbs in Hamburg. 2018 erschien sein Debütroman Amerika, für den er im selben Jahr mit dem Thaddäus-Troll-Preis ausgezeichnet wurde. 2019 war er mit seinem Romanmanuskript Zeit der Wildschweine für den Alfred-Döblin-Preis nominiert.

## Werke
- Amerika – Roman, Klett-Cotta 2018
- Zeit der Wildschweine – Roman, Klett-Cotta 2020

## Preise und Stipendien
- 2017: Arbeitsstipendium des Förderkreises deutscher Schriftsteller in Baden-Württemberg
- 2017: Nominiert für den Blogbuster-Preis
- 2018: Thaddäus-Troll-Preis
- 2019: Nominiert für den Alfred-Döblin-Preis
- 2020: Aufenthaltsstipendium im Literarischen Colloquium Berlin[5]
- 2025: Arbeitsstipendium des Förderkreises deutscher Schriftsteller in Baden-Württemberg[6]